# مقاطعة غرين (كنتاكي)
مقاطعة غرين (بالإنجليزية: Green County)‏ هي إحدى المقاطعات في ولاية كنتاكي في الولايات المتحدة الأمريكية.

## أعلام
- جيمس سميث
- كريستوفر تومبكينز
- دانيال برايس وايت
- روي سوليفان